# Refugio Josep Maria Blanc
El refugio Josep Maria Blanc es un refugio de montaña en el valle de Peguera, a 2350 m de altitud, junto al lago Tort de Peguera, represado, en el término municipal de Espot, provincia de Lérida, España.
El refugio se encuentra en el extremo sudeste de la ruta Carros de Foc, una travesía de 55 km que recorre todos los refugios que se encuentran dentro del Parque nacional de Aiguas Tortas y Lago de San Mauricio. Se accede desde Espot, la población más cercana, a 1320 m de altitud, ascendiendo por el valle de Peguera en dos o tres horas de caminata. No se puede ascender en vehículo propio.

## Características
El refugio, inaugurado en 1954, dispone de 60 plazas distribuidas en 5 habitaciones. Tiene servicio de ducha con agua caliente, comidas y bebidas, internet gratuito y una parte libre con diez plazas cuando el refugio está cerrado.
El refugio de los lagos de Peguera se proyectó en 1935. El presidente del Centro Excursionista de Cataluña en aquellos momentos, Josep Maria Blanc, pagó de su bolsillo una buena parte de las obras, pero aquel refugio, inaugurado en 1943, tras el parón de la guerra civil, tuvo que abandonarse por las obras de las presas de los lagos, y en 1954 se inauguró el actual. Con motivo del cincuenta aniversario, se emprendieron obras de reforma, que incluían agua corriente, sanitarios modernos y un sistema para depurar las aguas residuales, concluidas en 2005.
En la ruta Carros de Foc se encuentra entre el refugio de Colomina, a 2395 m, en la Vall Fosca, al que se accede por la collada de Capdella o de Saburó, a 2668 m, y el refugio Ernest Mallafré, a 1885 m, junto al lago de San Mauricio, al que se accede por el coll de Monestero o de Peguera, de 2716 m. El desvío hacia ambos refugios se encuentra aguas arriba, junto al lago de la Llastra, a 2430 m.

## Excursiones
Desde el refugio se puede ascender a los picos de Peguera (2982 m), Monestero (2878 m), Montanyó (2711 m)  y Picardes (2782 m).
A los que les guste la escalada, se puede ascender al pico de la Mainera (2910 m) y a la pala de Ereixe, para iniciarse en esquí de fuertes pendientes.